# Новосёлки (Деревня Лавровск)
Новосёлки — деревня в Козельском районе Калужской области. Входит в состав Сельского поселения «Деревня Лавровск».
Расположена примерно в 8 км к западу от города Козельск.

## Население
На 2010 год население составляло 18 человек.